# Best Of (Krokus-Album)
Best Of ist ein Kompilationsalbum der schweizerischen Hard-Rock-Band Krokus.

## Hintergrund
Best Of ist eine Kompilation von Krokus, die über die Plattenfirma SPV veröffentlicht wurde. Dieses Label hatte die Band allerdings nie regulär unter Vertrag. Die Zusammenstellung, die in der Diskographie der offiziellen Webseite nicht aufgelistet ist, enthält ausschließlich Songs aus den Jahren 1990 bis 1995, also von den Alben Stampede und To Rock or Not to Be sowie von der EP You Ain’t Seen Nothin’ Yet. Best Of besteht folglich aus Titeln sowohl mit Peter Tanner als auch mit Marc Storace am Mikrofon. Grundsätzlich ist diese Zusammenstellung negativ zu bewerten, da die Bezeichnung Best Of bei der Berücksichtigung von zwei Studioalben und einer EP nicht treffend wirkt. Noch unpassender erscheint der Titel, weil die berücksichtigten Veröffentlichungen in eine Zeit fallen, in der Krokus ihr internationales Renommee durch zahlreiche gravierende Besetzungsumstrukturierungen zwischenzeitlich verloren hatten und darüber hinaus die gesamte Musikrichtung Hard Rock zu der Zeit eine tiefe Krise durchzustehen hatte. Nur zwei Jahre nach der Kompilation Best Of, die durch exakt dasselbe Frontcover wie die nordamerikanische Version von To Rock or Not to Be geziert wird, sollte in Großbritannien mit The Collection eine weitere Zusammenstellung erscheinen, die ebenfalls nur die Veröffentlichungen von 1990–1995 in ihrer Songauswahl berücksichtigt, allerdings mehr Songs und eine andere Titelliste aufweist.

## Titelliste
1. Stampede (4:42) (Fernando von Arb/Many Maurer/Peter Tanner) (von Stampede)
2. Electric Man (5:23) (von Arb/Maurer/Tanner) (von Stampede)
3. Rock ’n’ Roll Gypsy (4:36) (von Arb/Maurer/Tanner) (von Stampede)
4. Good Times (4:43) (von Arb/Maurer/Tanner) (von Stampede)
5. She Drives Me Crazy (5:13) (von Arb/Maurer/Tanner/Patrick Mason) (von Stampede)
6. You Ain’t Seen Nothin’ Yet (3:54) (Randy Bachman) (von You Ain’t Seen Nothin’ Yet)
7. Lion Heart (5:14) (von Arb/Jürg Naegeli/Marc Storace) (von To Rock or Not to Be)
8. To Rock or Not to Be (3:23) (von Arb/Naegeli/Storace) (von To Rock or Not to Be)
9. Doggy Style (4:02) (von Arb/Mark Kohler/Maurer/Naegeli/Freddy Steady/Storace) (von To Rock or Not to Be)
10. Soul to Soul (4:54) (von Arb/Kohler/Maurer/Naegeli/Storace) (von To Rock or Not to Be)
11. Stop the World (5:13) (von Arb/Naegeli) (von To Rock or Not to Be)

### Coverversion
- „You Ain’t Seen Nothin’ Yet“ ist eine Bachman-Turner-Overdrive-Coverversion. Das Lied wurde ursprünglich 1974 auf dem Album Not Fragile veröffentlicht.

## Besetzung

### Stampede
Gesang: Peter Tanner
Leadgitarre: Many Maurer
Rhythmusgitarre: Tony Castell
Bass, Akustikgitarre: Fernando von Arb
Schlagzeug: Peter Haas

### You Ain’t Seen Nothin’ Yet und To Rock or Not to Be
Gesang: Marc Storace
Leadgitarre: Fernando von Arb
Rhythmusgitarre: Mark Kohler
Bass: Many Maurer
Schlagzeug: Freddy Steady